# Человеческий голос (пьеса)
«Человеческий голос» (фр. La Voix humaine, англ. The Human Voice) — монопьеса, написанная в 1928 году Жаном Кокто. Впервые была поставлена в 1930 году в театре Комеди Франсез. Действие происходит в Париже, где ещё совсем молодая женщина разговаривает по телефону с бывшим возлюбленным. Они были вместе 5 лет, но на следующий день он должен жениться на другой, что приводит главную героиню в отчаяние, граничащее с депрессией. Пьеса стала основой оперы Франсиса Пуленка и фильма Педро Альмодовара.

## О пьесе
В центре истории — женщина, которая говорит по телефону с покинувшим её мужчиной. Он бросил её ради другой.
По словам Кокто, к написанию пьесы его подтолкнули жалобы его актрис на то, что в его работах, как правило, доминирует лишь слово сценариста или режиссёра: это не даёт актёрам возможности показать весь спектр своего таланта. «Человеческий голос» был написан, по сути, как экстравагантная ария для мадам Берты Бови. До этого был «Орфей» (сначала пьеса, а затем фильм Кокто); после этого — «Адская машина».
Ранее ни одно из произведений Кокто не могло похвастаться таким количеством подражаний: опера Франсиса Пуленка «Человеческий голос», опера Джанкарло Менотти «Телефон», экранизация Роберто Росселлини «Любовь», фильмы Педро Альмодовара «Закон желания» (1987), «Женщины на грани нервного срыва» (1988) и «Человеческий голос» (2020) и пр. Среди актрис, воплотивших на сцене главную героиню пьесы, были Симона Синьоре, Ингрид Бергман и Лив Ульманн (в пьесе), а также Хулия Мигенес, Дениз Дюваль, Рената Скотто, Анья Силья и Фелисити Лотт (в опере).
По одному из предположений, Кокто вдохновили на написание пьесы идеи коллеги, драматурга Анри Бернштейна.

## Адаптации
В 1948 году Роберто Росселлини экранизировал пьесу. Его фильм-антология «Любовь» состоит из двух частей: «Человеческий голос» и «Чудо», первая была основана на пьесе Кокто.
В 1958 году Франсис Пуленк написал оперу на текст Кокто.
4 мая 1967 года финальной частью телесериала ABC «Stage 67» стала постановка пьесы с Ингрид Бергман в главной роли, которая спродюсировала её коммерческую запись.
В 1988 году белорусской компанией БТРК был снят телеспектакль на основе пьесы. Её режиссёром-постановщиком стал Ефим Грибов.
В 1998 году BBC Radio выпустила свою адаптацию, созданную Робином Римбо.
В 2020 году свою экранизацию пьесы представил Педро Альмодовар, главную роль в которой исполнила Тильда Суинтон. Мировая премьера фильма «Человеческий голос» состоялась на 77-м Венецианском кинофестивале.